# Hans Bjørnstad
Hans Bjørnstad (* 18. März 1928 in Lier; † 24. Mai 2007) war ein norwegischer Skispringer.

## Werdegang
Bjørnstad startete für den SBK Drafn Drammen. Nachdem er bei den Norwegischen Meisterschaften 1950 in Asker die Silbermedaille von der Normalschanze gewonnen hatte, gehörte Bjørnstad zum Aufgebot für die Nordischen Skiweltmeisterschaften 1950 in Lake Placid. Dort gewann er vor Thure Lindgren und Arnfinn Bergmann die Goldmedaille. 1952 gewann er in Porsgrunn die Bronzemedaille bei der Norwegischen Meisterschaft.